# Finn Wolfhard
Finn Wolfhard est un acteur et musicien canadien né le 23 décembre 2002 à Vancouver.
Il se fait connaître en interprétant à partir de 2016 le rôle de Mike Wheeler, l'un des personnages principaux de la série Stranger Things, créée par les frères Duffer.
En parallèle à la diffusion des saisons de Stranger Things, il incarne le rôle de Richie Tozier dans les adaptations cinématographiques du roman d'horreur Ça de Stephen King (Ça et Ça : Chapitre 2), sorties en 2017 et en 2019. En 2021, il apparaît dans SOS Fantômes : L'Héritage et dans SOS Fantômes : La Menace de glace.

## Biographie

### Jeunesse et formation
Finn Wolfhard naît le 23 décembre 2002 à Vancouver en Colombie britannique dans une famille d'origine française, allemande et juive. Son père, Eric Wolfhard, est un chercheur spécialisé dans les réclamations foncières aborigènes. Il a également un frère aîné, Nick Wolfhard, né le 21 octobre 1997 , exerçant aussi les métiers d'acteur et musicien.
Il est éduqué à domicile, puis  il fait ses études secondaires à l’école secondaire régionale St. Patrick, dont il sort diplômé en juin 2020. Quand il est sur un plateau de tournage, il bénéficie d'un tuteur.

### Acteur

#### Débuts
Finn Wolfhard trouve son premier rôle à l'écran sur le site de petites annonces Craigslist. En 2012, il tourne dans un clip vidéo du chanteur Facts pour sa chanson Retro Océans. À la suite du clip vidéo, Wolfhard décide de prendre des cours pour l'été à Vancouver Film School. C'est dans le programme de production de films, en 2013, que l'acteur fait ses premiers pas à l'écran, en apparaissant, avec son frère, Nick Wolfhard, dans le court métrage Aftermath de Jorge Perez.
Ce n'est qu'un an plus tard, en 2014, qu’il fait ses débuts à la télévision, en obtenant un rôle mineur d’un petit garçon au visage déformé à partir de la deuxième saison dans la série télévisée The 100 puis, en 2015, dans un épisode de la onzième saison de la série télévisée Supernatural.
Entre 2014 et la mi-2015, Finn Wolfhard auditionne pour un rôle dans un film, dont le nom reste inconnu, et obtient ce rôle. Mais le film est finalement annulé. Dès lors, il envisage de ne pas devenir acteur et plutôt se concentrer pour devenir réalisateur.

#### Depuis 2016: percée grâce àStranger Things

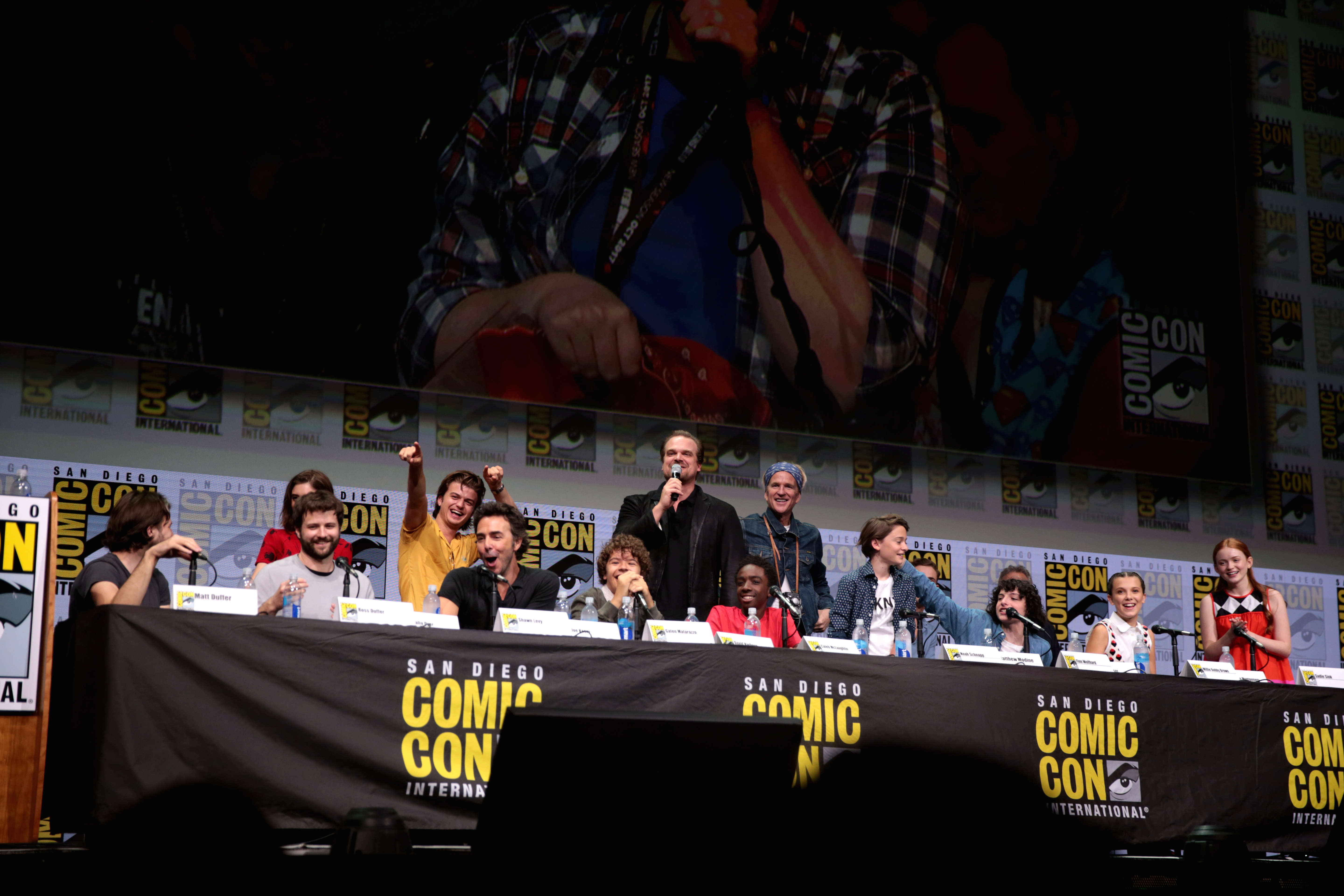
La distribution de Stranger Things photographié par Gage Skidmore au Comic-Con de San Diego en juillet 2017.

En 2015, l'agent de Wolfhard lui montre une offre d'open casting sur un projet se déroulant dans les années 1980, car l'acteur est amateur des « films rétros des années 80 ». Il décide d'auditionner malgré le fait qu'il soit malade. Les cinéastes Matt et Ross Duffer l'invitent à Los Angeles pour faire un bout d'essai avec Gaten Matarazzo et Caleb McLaughlin. Le 25 août 2015, Finn décroche le rôle de Mike Wheeler, l'un des rôles principaux de la série Stranger Things. La série est diffusée sur Netflix depuis juillet 2016. À propos de ce premier rôle important, il explique : « En jouant Mike, j'ai accédé à des sentiments auxquels je n'avais jamais eu accès auparavant. J'en suis devenu un meilleur acteur. » La série remporte d'excellentes audiences et devient l'une des séries les plus notables de Netflix.
Wolfhard décroche le rôle de Richie Tozier dans le film Ça d'Andrés Muschietti, une adaptation du roman de Stephen King. À sa sortie, en septembre 2017, le film devient le film d'horreur le plus lucratif de tous les temps. Wolfhard reprend son rôle pour le second volet, sorti en septembre 2019. Il apparaît alors dans des flashbacks.
Le 26 septembre 2016, le magazine américain Billboard annonce que la distribution de Stranger Things est invitée par Barack Obama, président des États-Unis, à la maison blanche, à l'occasion du White House Student Film Festival.
Le 18 avril 2017, il est annoncé qu'il prêtera sa voix à Player dans la série animée Carmen Sandiego, diffusée sur Netflix entre 2019 et 2021. Cinq mois plus tard, il est également annoncé qu'il interprétera le rôle de Tyler, un livreur de pizza dans le film Dog Days (en). Le film est sorti en 2018.
En mai 2017, il affronte Gaten Matarazzo, Caleb McLaughlin et Noah Schnapp dans un Lip-Sync au 19e épisode de la 3e saison de l'émission de télévision Lip Sync Battle (en), diffusée sur Spike. La chanson choisie par Finn est Buddy Holly de Weezer.
En octobre 2017, Wolfhard se sépare de son agent et quitte l'agence américaine APA après un scandale d'agressions sexuelles.
Le 27 octobre 2017 est sortie la deuxième saison de Stranger Things ainsi que huit épisodes de Beyond Stranger Things, une émission annexe dont les épisodes sont présentés par Jim Rash. Finn apparaît dans le premier épisode de Beyond Stranger Things, intitulé Sidérant (Mind Blown), aux côtés de Shawn Levy, Matt et Ross Duffer et Millie Bobby Brown.
À la même époque, Wolfhard s'intéresse à la réalisation. Il dit avoir décidé qu'il voulait devenir réalisateur à l'âge de 12 ans, lorsqu'il était sur un plateau de tournage. En 2017, alors âgé de 14 ans, il co-réalise le clip vidéo « Sonora » avec son ami et ancienne célébrité de l'application Vine, Josh Ovalle, pour le groupe musical Spendtime Palace. Pour réaliser le vidéo clip, ils lancent une campagne de financement participatif sur Indiegogo visant à accumuler 10 000 dollars pour tourner le vidéoclip. En quelques semaines, ils accumulent plus de 15 000 dollars. Le clip est tourné en Californie. Le clip musical est publié sur YouTube le 17 juillet 2017. En décembre 2019, il lance une campagne de financement participatif sur le site internet Indiegogo, avec un objectif de 26 000 dollars canadiens, afin de financer la réalisation d'un court-métrage intitulé Night Shifts. En une journée, la campagne de financement atteint son objectif de départ. Le court-métrage est présenté le 24 août 2020 lors de l'édition du festival FanTasia. À la suite de l'avant-première canadienne, en août 2020, quelques médias acclament le court métrage. Pour The Hollywood News, « Night Shifts démontre que Wolfhard a clairement prêté attention aux réalisateurs avec lesquels il a travaillé en tant qu'acteur » et qui démontre « que, si son travail d'acteur devait se tarir, [Wolfhard] a une carrière promettante en tant que réalisateur ». Chez The Global Film Podcast, Diego Andaluz estime que « Night Shifts prouve que [Finn] peut avoir un bel avenir derrière la caméra ».
En décembre 2017, il est annoncé dans la distribution pour jouer l'un des deux orphelins du film The Turning, Miles Fairchild. Le film sort en 2020.

En janvier 2018, il rejoint la distribution du film Le Chardonneret aux côtés de Ansel Elgort et Aneurin Barnard, où il interprète le rôle du jeune Boris Pavlikovsky, un étudiant ukrainien et fauteur de troubles, issu du roman éponyme de Donna Tartt. Le film est sorti en septembre 2019, soit le même mois que Ça : Chapitre 2.

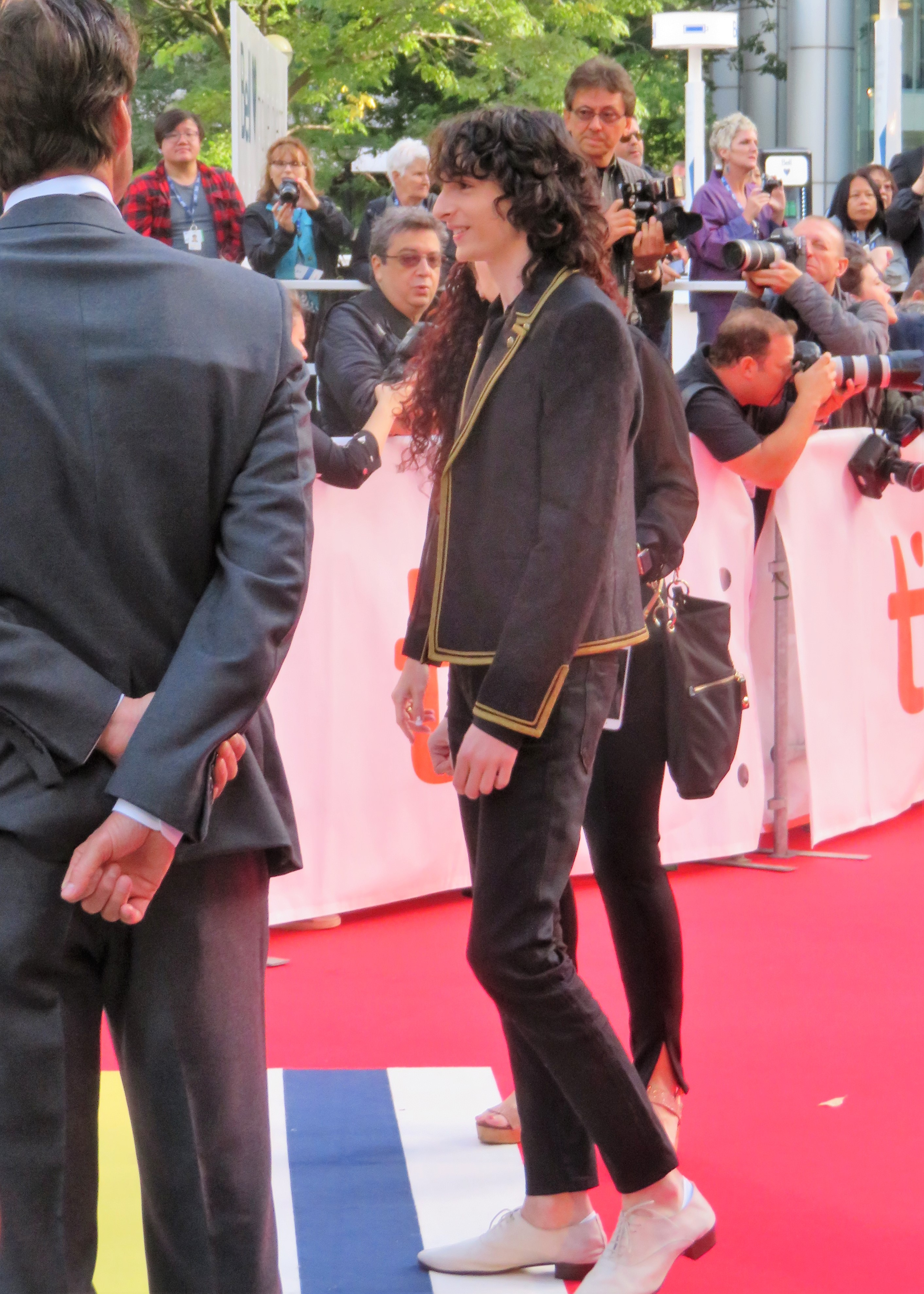
Finn à la première du film Le Chardonneret au festival du film de Toronto, en septembre 2019.

En juin 2018, Deadline Hollywood annonce que Finn double le rôle de Pugsley Addams dans le film d'animation La Famille Addams de Conrad Vernon et Greg Tiernan. Le film est sorti à la fin de l'année 2019. Le film établit une somme, au niveau mondial, de plus de 200 000 000 $, avec un budget de 24 000 000 $ pour réaliser le film.
En mars 2019, il rejoint le casting de la séquelle des films blockbusters SOS Fantômes, SOS Fantômes : L'Héritage. Finn explique que « je ne savais même pas pour quoi j'auditionnais quand je l'ai fait ». Aux côtés de Mckenna Grace, Carrie Coon et Paul Rudd, il interprète Trevor Spengler, petit-fils de Egon Spengler, personnage principal des deux premiers films de la franchise. En septembre 2019, Ivan Reitman, réalisateur des deux premiers blockbusters de la franchise, révèle que le film est « une histoire d'une famille ». Initialement prévue le 10 juillet 2020, la sortie du film est repoussée à trois reprises, en raison de la pandémie de Covid-19.
Le 27 mai, il devient le visage de la marque Yves Saint Laurent pour la collection automne-hiver de 2019-2020. Choisi par le styliste belge et directeur artistique de Saint-Laurent, Anthony Vaccarello, il est photographié par le photographe de mode britannique David Sims.
Le 4 juillet 2019, jour de l'indépendance des États-Unis, sort la troisième saison de Stranger Things. Série à succès, le 9 juillet, la série bat un record d'audience. Netflix rapporte que 40,7 millions de comptes ont regardés la série ainsi que « 18,2 millions [d'utilisateurs qui] ont déjà fini la saison entière », battant ainsi un record pour « tout autre film ou série pour les quatre premiers jours ».

### Musicien

#### 2017-2019: débuts dans la musique et groupe Calpurnia
En 2014, Finn Wolfhard jouait de la guitare basse. Cette même année, lorsque Wolfhard joue en tant qu'acteur dans le clip musical Guilt Trip du groupe PUP, il rencontre Malcolm Craig, un des acteurs qui joue dans le clip musical. Il découvre plus tard que Malcolm est aussi musicien et qu'il joue de la batterie. En 2017, Finn Wolfhard fonde le groupe indie-rock canadien Calpurnia. Pour ce groupe, il chante et joue de la guitare rythmique. En novembre 2017, le groupe signe dans la maison de disque Royal Mountain Records (en). Le 7 mars 2018 sort le premier officiel single du groupe, intitulé City Boy. Leur deuxième single Louie sort le 12 avril de la même année. Le groupe se sépare en novembre 2019.

#### Depuis 2019: groupe The Aubreys
Peu après la séparation du groupe, en novembre 2019, Wolfhard fonde et joue dans le groupe indie-rock « The Aubreys », avec l'ancien batteur de Calpurnia, Malcolm Craig. En janvier 2020, le groupe sort leur premier single, intitulé Getting Better (otherwise). Le single fait partie de la bande sonore du film The Turning, réalisée par Floria Sigismondi, où Finn joue le rôle de Miles. Le 10 mars 2020, ils sortent le single « Loved One » et leur premier EP, « Soda & Pie », le 13 mars. Le 17 août, le groupe sort un single intitulé Smoke Bomb. Le premier single de l'année 2021, avec la collaboration de Lunar Vacation, est sorti le 12 janvier et est intitulé No Offerings. Un mois plus tard, le 14 février, Finn et Malcolm sortent le single Sand in My Bed.

## Dans les médias
Finn Wolfhard figure plusieurs fois sur la liste des acteurs les plus populaires sur les médias sociaux établi par The Hollywood Reporter. Il rentre pour la première fois dans le classement en 9e position, le 1er novembre 2017.
Entre 2017 et 2019, Wolfhard est répertorié par Variety dans leur rapport sur l'impact des jeunes à Hollywood (« young Hollywood Impact Report »),,. En 2018 et en 2019, The Hollywood Reporter le nomme comme l'une des 30 meilleures vedettes de moins de 18 ans (« Hollywood’s Top 30 Stars Under Age 18 »),. En 2020, il est inclus dans deux classements Forbes 30 Under 30 du magazine Forbes dans le domaine d'Hollywood et du divertissement ainsi que dans le domaine des célébrités.

## Filmographie

### En tant qu'acteur

#### Longs métrages
- 2013 : Aftermath (court métrage) de Jorge Pérez : Charles, jeune
- 2017 : Ça (It) d'Andrés Muschietti : Richie Tozier
- 2018 : Dog Days (en) de Ken Marino : Tyler
- 2019 : Ça : Chapitre 2 (It: Chapter Two) d'Andrés Muschietti : Richie Tozier, jeune
- 2019 : Le Chardonneret (The Goldfinch) de John Crowley : Boris Pavlikovsky, jeune
- 2020 : The Turning de Floria Sigismondi : Miles Fairchild
- 2021 : SOS Fantômes : L'Héritage (Ghostbusters: Afterlife) de Jason Reitman : Trevor Spengler
- 2021 : How it ends (en) de Daryl Wein et Zoe Lister-Jones : Ezra
- 2022 : When You Finish Saving the World de Jesse Eisenberg : Ziggy Katz
- 2023 : Hell of a Summer de Finn Wolfhard: Chris
- 2024 : SOS Fantômes : La Menace de Glace (Ghostbusters: Frozen Empire) de Gil Kenan : Trevor Spengler
- 2024 : Saturday Night de Jason Reitman : un employé de NBC
- 2025 : La Légende d'Ochi (The Legend of Ochi) d'Isaiah Saxon : Petro

#### Séries télévisées
- 2014 : The 100 : Zoran (saison 2, épisode 4)
- 2015 : Supernatural : Jordie Pinsky (saison 11, épisode 5)
- Depuis 2016 : Stranger Things :  Mike Wheeler

#### Doublage
- 2019-2021 : Carmen Sandiego (série d'animation) : Player
- 2019 : La Famille Addams (The Addams Family) de Conrad Vernon et Greg Tiernan : Pugsley Addams
- 2022 : Pinocchio de Guillermo del Toro et Mark Gustafson : Candlewick (La Mèche)

#### Clips musicaux
- 2012 : Retro Océans de Facts
- 2014 : Guilt Trip de PUP : Stefan Babcock, jeune
- 2016 : Sleep In The Heat de PUP : Stefan Babcock, jeune
- 2017 : Sonora de Spendtime Palace : Spike
- 2018 : Danny Don't You Know de Ninja Sex Party
- 2019 : Take on Me de Weezer
- 2025 : choose the latter
- 2025 : objection
- 2025 : crown
- 2025 : trailers after dark

#### Web-séries
- 2017 : Game Grumps : lui-même (épisode : Crash Tag Team Racing)

### En tant que réalisateur et scénariste
- 2017 : Sonora de Spendtime Palace (clip) (coréalisé par Joshua Ovalle)
- 2020 : Night Shifts (court métrage)
- 2023 : Hell of a Summer (en)

## Discographie

### EP
| Groupe      | Titre      | Détails                            |
| ----------- | ---------- | ---------------------------------- |
| The Aubreys | Soda & Pie | Sortie : 13 mars 2020 Label : AWAL |

### Single
| Groupe      | Titre                               | Année |
| ----------- | ----------------------------------- | ----- |
| The Aubreys | Getting Better (Otherwise)          | 2020  |
| The Aubreys | Loved One                           | 2020  |
| The Aubreys | Smoke Bomb                          | 2020  |
| The Aubreys | No Offferings (avec Lunar Vacation) | 2021  |
| The Aubreys | Sand in My Bed                      | 2021  |

## Voix françaises
Dans les versions françaises, Marie Facundo est la voix de Finn Wolfhard dans les deux premières saisons de la série Stranger Things. À partir de la saison 3, elle est remplacée par Tom Hudson, qui le retrouvera par la suite dans SOS Fantômes : L'Héritage. En parallèle, Thomas Sagols le double dans la série de films Ça, dans le premier comme dans le deuxième chapitre.

## Distinctions
Sauf indication contraire, les informations mentionnées dans cette section peuvent être confirmées par la base de données cinématographiques IMDb,  présente dans la section « Liens externes ».

### Récompenses
- 2017 : Young Entertainer Awards de la meilleure distribution d'ensemble dans une série télévisée fantastique pour Stranger Things partagé avec Millie Bobby Brown, Natalia Dyer, Gaten Matarazzo, Caleb McLaughlin et Noah Schnapp
- MTV Movie & TV Awards 2018 :  
  - Meilleure équipe à l'écran pour Ça partagée avec Sophia Lillis, Jaeden Martell, Jack Dylan Grazer, Wyatt Oleff, Jeremy Ray Taylor (en) et Chosen Jacobs
  - Meilleur moment musical avec la musique Every Breath You Take dans une série télévisée fantastique pour Stranger Things partagé avec Millie Bobby Brown.
  - Meilleur baiser dans une série télévisée pour Stranger Things partagé avec Millie Bobby Brown.
- Saturn Awards 2022 : Meilleur jeune acteur pour SOS Fantômes : L'Héritage

### Nominations
- Teen Choice Awards 2017 : Meilleure révélation masculine/féminine à la télévision dans une série télévisée fantastique pour Stranger Things
- Young Artist Awards 2017 : Meilleur jeune acteur dans une série télévisée fantastique pour Stranger Things
- MTV Movie & TV Awards 2018 :  
  - Meilleur moment musical avec la musique Every Breath You Take dans une série télévisée fantastique pour Stranger Things partagé avec Millie Bobby Brown
  - Meilleur baiser dans une série télévisée pour Stranger Things partagé avec Millie Bobby Brown
- Teen Choice Awards 2018 :
  - Meilleur acteur dans une série télévisée fantastique pour Stranger Things
  - Meilleure « alchimie » avec Millie Bobby Brown dans une série télévisée pour Stranger Things
  - Meilleur baiser partagé avec Millie Bobby Brown dans une série télévisée pour Stranger Things (2016-).
- Teen Choice Awards 2019 : Meilleur acteur de l'été dans une série télévisée fantastique pour Stranger Things
- Festival du Film Fantasia 2020 : Lauréat du Prix du jury pour Night Shifts
- Screen Actors Guild Awards 2018 : Meilleure distribution pour une série dramatique pour Stranger Things partagée avec Sean Astin, Millie Bobby Brown, Cara Buono, Joe Chrest, Catherine Curtin, Natalia Dyer, David Harbour, Charlie Heaton, Joe Keery, Gaten Matarazzo, Caleb McLaughlin, Dacre Montgomery, Paul Reiser, Winona Ryder, Noah Schnapp et Sadie Sink
- Screen Actors Guild Awards 2020 : Meilleure distribution pour une série dramatique pour Stranger Things